# Alekséi Botvíniev
Aleksei Vladimirovich Botvinyev (en ruso: Алексей Владимирович Ботвиньев; Kolomna, Unión Soviética, 25 de junio de 1981) es un exfutbolista y entrenador ruso. Su último cargo fue como entrenador de porteros del FK Jimki.

## Clubes
| Club             | País    | Año       |
| ---------------- | ------- | --------- |
| FC Kolomna       | Rusia   | 1998-1999 |
| Shakhtar Donetsk | Ucrania | 2000-2005 |
| Saturn Moscú     | Rusia   | 2007-2008 |
| Kubán Krasnodar  | Rusia   | 2009      |
| Krasnodar        | Rusia   | 2010      |
| Tom Tomsk        | Rusia   | 2011-2012 |